# Chen Ling
Chen Ling (陈玲S, Chén LíngP; 16 giugno 1987) è un'arciera cinese.

## Palmarès

### Olimpiadi
- 1 medaglia:
  - 1 argento (Pechino 2008 a squadre)